# Неда Украден
Неда Украден (серб. Неда Украден; нар. 16 серпня 1950, Імотський, Хорватія, Югославія) — сербська співачка, яка народилася у Хорватії, а виросла в Боснії.

## Біографія
Неда Украден народилася 16 серпня 1950 року в селі Главина неподалік містечка Імотського, в Хорватії. Вона була дочкою Душана (помер 1997 року) та Ангелії, сербка за походженням. У її роді були прізвища Боянич (серб. Бојанић) та Павлович (серб. Павловић), доки один із предків не «вкрав» дівчину, з якою одружився. До двох років вона жила в Імотському зі своїм дідусем та бабусею, доки не переїхала до міста Вишеград (Боснія і Герцеговина). Вона була у початковій школі, коли її сім'я переїхала до Сараєво, де вона жила до початку Боснійської війни в 1992 році. З початком війни Неда переїхала до Белграда. Між 1992 та 1996 роками також знімала квартиру у Відні (Австрія). Будинок її родини в Імотському було зруйновано під час війни.
Закінчила Сараєвський університет (право, філологія та англійська мова). 1967 року розпочалася її професійна кар'єра співачки.

## Особисте життя
Неда Украден була одружена із режисером Милан Билбия (серб. Милан Билбија) і у них була дочка Єлена (серб. Јелена). Милан помер 30 січня 2013 року в Чорногорії, але Неда не була на його похороні.

## Дискографія

### Міні-альбоми
- Sve što moje srce zna / Ako me trebaš (1969)
- Jel' to taj / Tri djevojke (1973)
- Pjesma Maršalu Titu / A.V.N.O.J. (1975)
- Srce u srcu / Mezarje (1975)
- Što si nano udala me rano / Sretan dan (1975)
- Novi Robinzoni / Do posljednje kapi života (1975)
- Ja još pamtim samo tvoje ime / Neka suze kažu mili (1976)
- Ej, da mi je naći / Večera (1976)
- Ja i ti / 8 dana (1976)
- Ne dam ga, ne dam / Dragana je mala na livadu zvala (1977)
- Požuri mi dragane / Šalvare (1977)
- Hajde bolan ne luduj / Što su polju cvijetovi (1977)
- Pisma ljubavi / Ljubav me čudno dira (1978)
- Vjeruj mi dušo moja / Alčak (1978)
- Što si bliže meni / Kad sam bila cvijeće u Japanu (1979)
- Još te volim / Šeherzada (1979)
- Umire ljeto / Ljubavi, ljubavi (1981)
- Oženjen je / Sve što se odgađa, to se ne događa (1981)
- Ne budi me noćas / Za tri dana prođe svako čudo (1982)
- Doviđenja, zaboravi ne / Ne vjeruj (1983)
- Boli, boli / Sretno ti bilo, sine (1988)

### Студійні альбоми
- Srce u srcu (1975)
- Ko me to od nekud doziva (1976)
- Nedine najljepše pjesme (1977)
- Neda (1978)
- Neda (1979)
- Čuje se glas (1981)
- To mora da je ljubav (1982)
- Oči tvoje govore (1984)
- Hoću tebe (1985)
- Šaj, šaj (1986)
- 10 Hitova (1986)
- Došlo doba da se rastajemo (1987)
- Posluži nas srećo (1988)
- Ponoć je (1988)
- Dobro došli (1989)
- Poslije nas (1990)
- Nek živi muzika (1992)
- Jorgovan (1993)
- Između ljubavi i mržnje (1995)
- Ljubav žedna (1996)
- Nova Neda (2001)
- Život sam promjenila (2002)
- Ljubomora (2004)
- Za sva vremena (2004)
- Oduži mi se poljupcima (2006)
- Da se nađemo na pola puta (2009)
- Radujte se prijatelji (2010)
- Biti svoja (2012)
- Najljepše ljubavne pjesme (2013)